# Ermone di Gerusalemme
Ermone (fl. III-IV secolo) è stato un vescovo ortodosso bizantino, vescovo di Aelia Capitolina agli inizi del IV secolo.
Non si conosce nulla dell'episcopato di Ermone, che la tradizione pone tra quelli di Zambdas (298-300) e Macario (314-333). Anche la data di morte è ipotetica, tra il 311 e il 314.
Nei menologi greci il suo nome è menzionato il 7 marzo ed è ricordato per aver inviato i primi missionari per predicare il vangelo nella Crimea. In particolare si ricordano i missionari Basilio, Efraim, Capitone, Eugenio, Eterio, Elpidio e Agatodoro.